# Campsicnemus rufinus
Campsicnemus rufinus är en tvåvingeart som beskrevs av Frey 1925. Campsicnemus rufinus ingår i släktet Campsicnemus och familjen styltflugor. Inga underarter finns listade i Catalogue of Life.